# Hertie

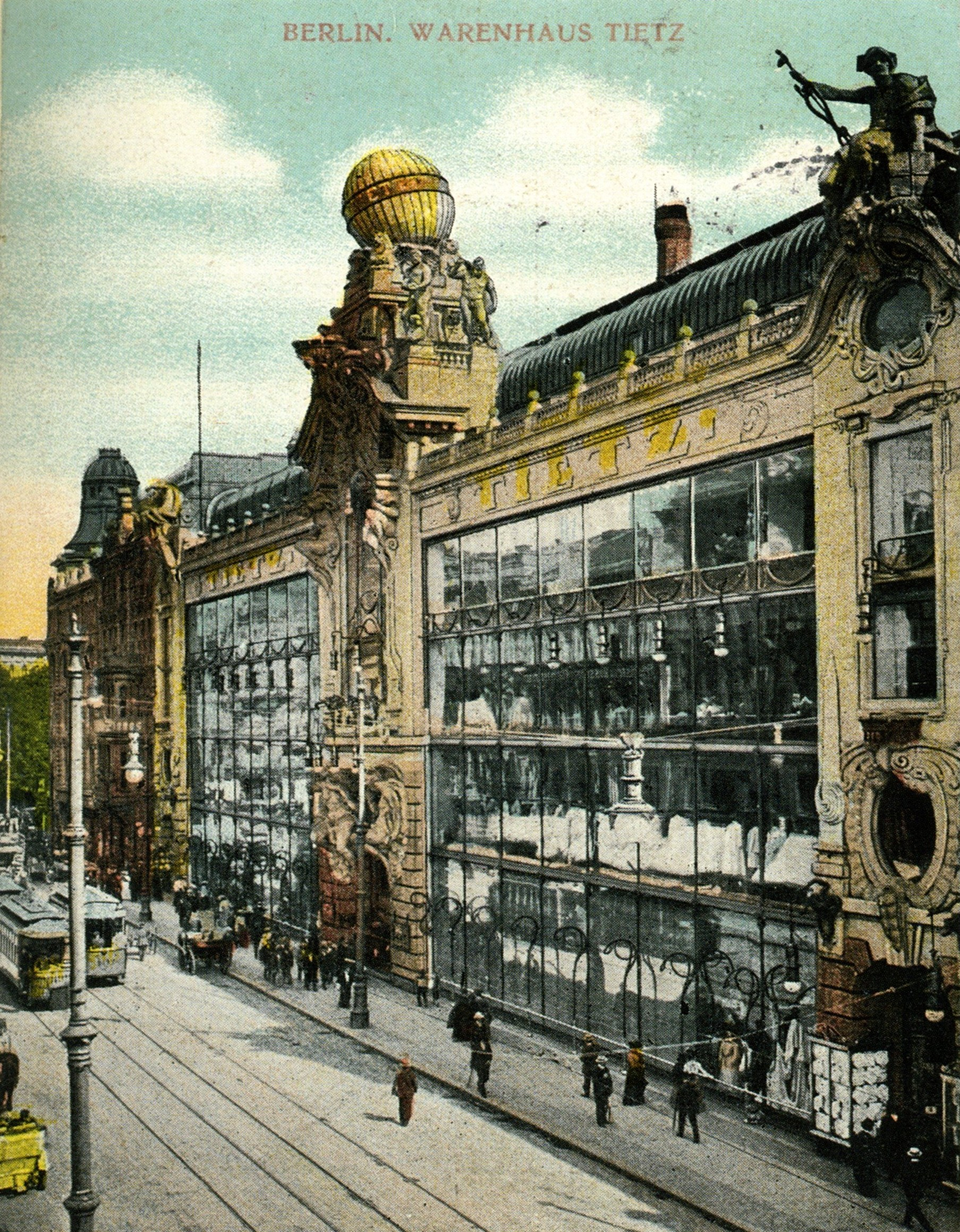
Warenhaus Tietz på Leipziger Strasse i Berlin.

Hertie (1882-1935 Warenhaus Hermann Tietz) är en numera nerlagd varuhuskedja i Tyskland. Hertie var fram till Karstadt-koncernens övertagande 1993 en av Tysklands ledande varuhuskoncerner där även KaDeWe, Alsterhaus och Wertheim ingick; i dag ingår de Arcandor AG (tidigare KarstadtQuelle AG).
Hertie grundades som Hermann Tietz av Oscar Tietz, en tysk-judisk köpman. Det var hans farbror Hermann Tietz (1837–1907) som gick in med kapital och gav namn åt verksamheten. Den första affären öppnades i Gera 1882. Efter en uppbyggnadsperiod följde öppnandet av filialer i Weimar (1886), Bamberg, München (1889) och Hamburg (1896). 1900 följde en flytt av huvudkontoret till Berlin och man öppnade ett stort varuhus på Leipziger Strasse. 1904 följde ett varuhus på Alexanderplatz och man hade snart tio varuhus runt om i Berlin och 1926 blev man ny ägare till KaDeWe. År 1912 följde öppnandet av ett varuhus i Hamburg, dagens Alsterhaus.
I samband med nazisternas maktövertagande påbörjade arisering av judiskt ägda företag i Tyskland. Familjen Tietz tvingades bort från sin varuhuskoncern som samtidigt bytte namn till Hertie. Efter andra världskriget blev Hertie ett av de ledande varuhuskedjorna i Västtyskland tillsammans med konkurrenterna Kaufhof, Horten och Karstadt. Hertie köptes upp av Karstadt 1994 men fanns kvar under eget namn fram till 2001 då varuhusen fick namnet Karstadt. År 2009 försvann de sista varuhusen med namnet Hertie.
Oscar Tietz bror Leonhard bedrev även han varuhus som senare blev Kaufhof.